# Batterie de Pinewood

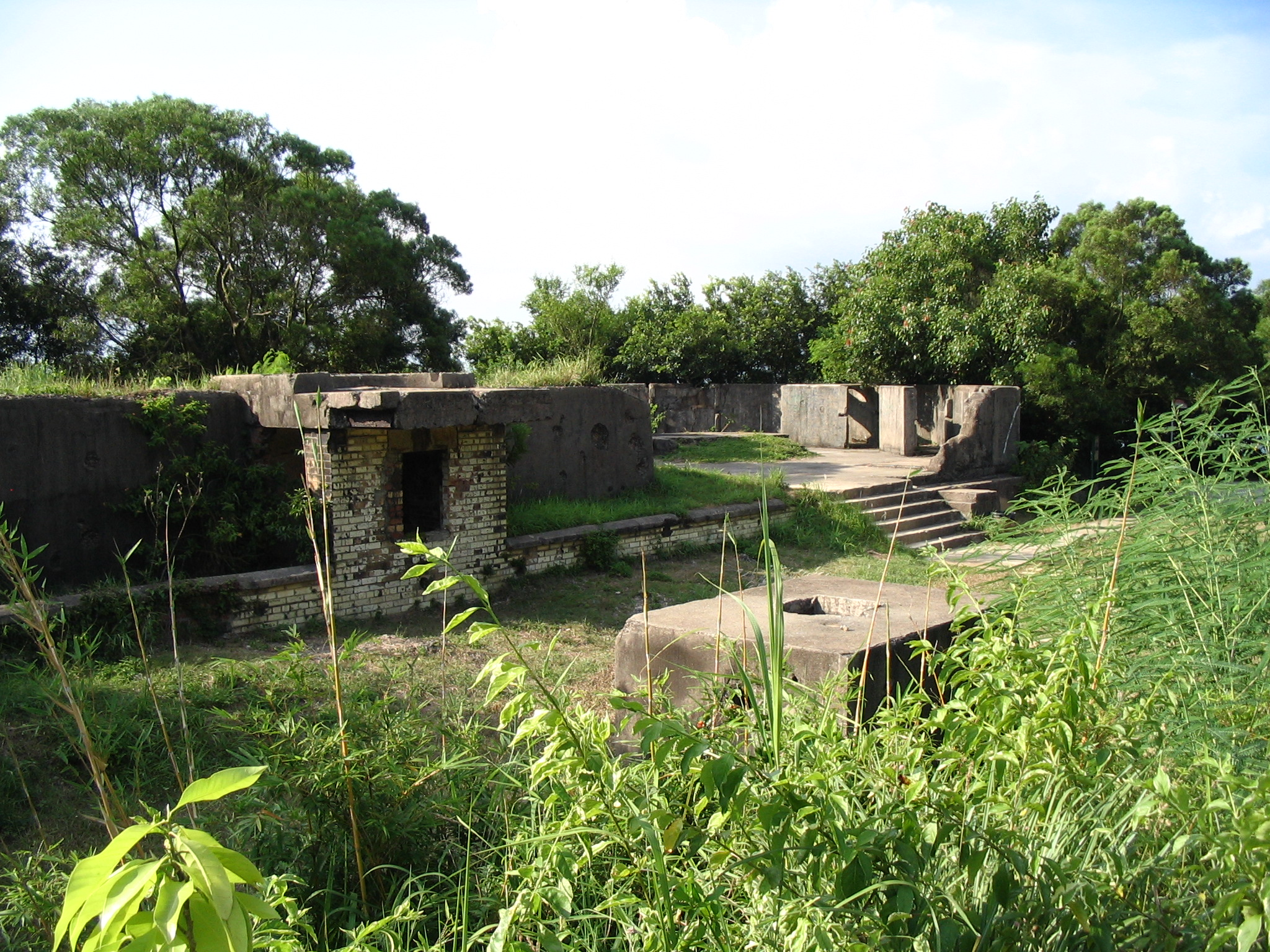
Vue des anciens emplacements de canons de la batterie de Pinewood.

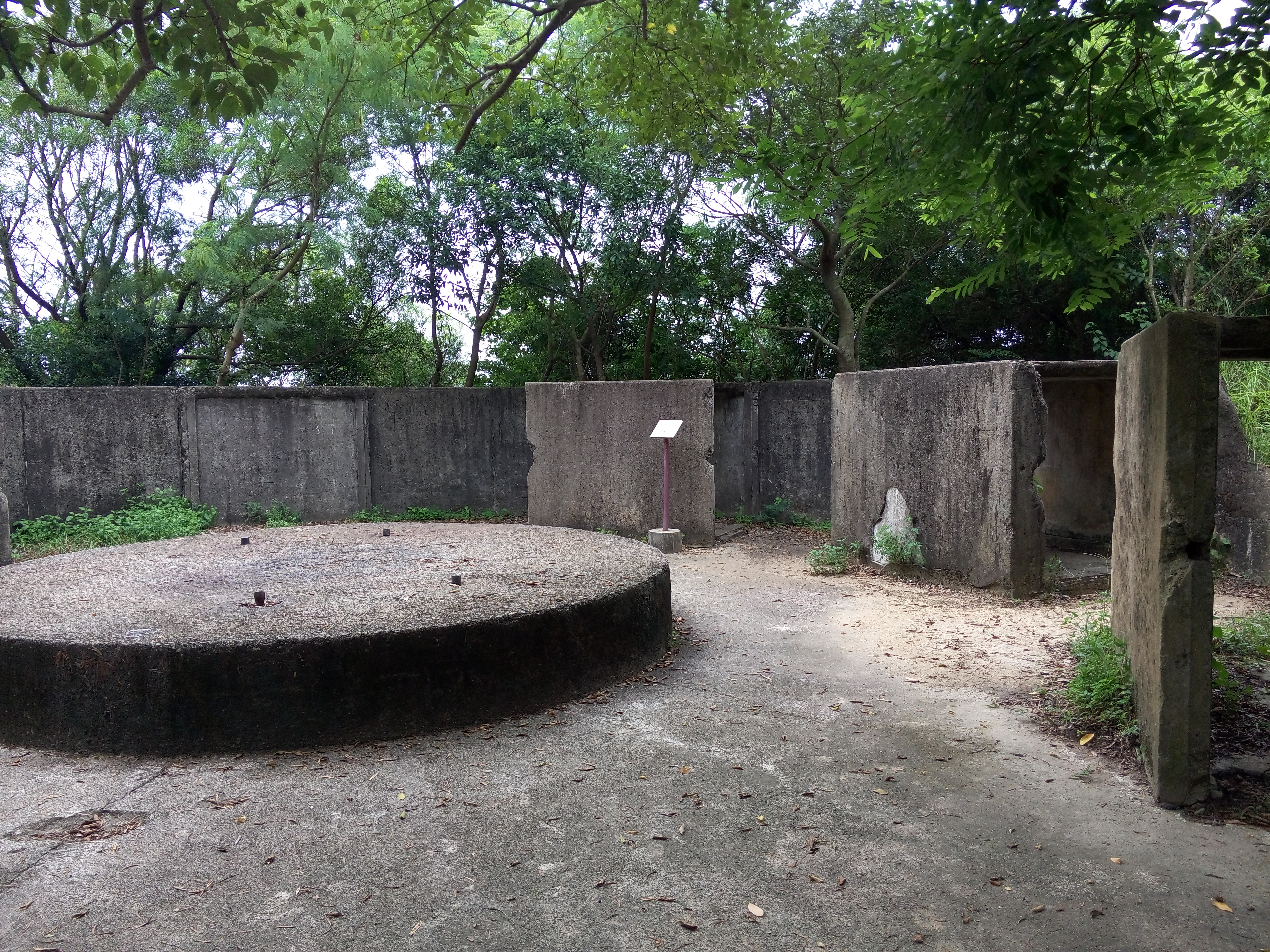
Ruines de la batterie de Pinewood.

La batterie de Pinewood (松林炮台) est un ancien site militaire britannique situé dans la partie nord-ouest de l'île de Hong Kong, dans le parc national de Long Fu Shan (en), à 307 m au-dessus du niveau de la mer.

## Histoire
La construction de la batterie dure de 1901 à 1905. Durant la bataille de Hong Kong en 1941, elle subit des raids aériens répétés et, le 15 décembre 1941, le groupe aérien de la 23e armée japonaise mène des attaques sur toute l'île de Hong Kong. La batterie, tenue par la 17e batterie AA du 5e régiment anti-aérien de la Royal Artillery, est gravement endommagée. Le raid cause un mort et un blessé. L'un des canons antiaériens et certaines autres installations sont détruites. Le commandant des troupes de défense décide d'abandonner la batterie, et tous les hommes reçoivent l'ordre de se retirer ce jour-là.

## Statut de conservation
Tous les anciens bâtiments de la batterie sont dans un état de ruine et deux des anciens magasins ont été démolis récemment. Les structures militaires ont reçu un statut de conservation de rang II en 2009. Un sentier du patrimoine a été créé sur le site dans le cadre du sentier du patrimoine de Central and Western. Le site et les bâtiments sont gérés par le département des loisirs et des services culturels, tandis que la maintenance relève du département des services d'architecture.

## Le site aujourd'hui
La zone a été transformée en site de pique-nique. Des panneaux d'informations ont été installés pour illustrer l'importance historique de cette batterie.
De par son excellent environnement, la batterie est devenue un spot de jeu de guerre. Pour éviter tout dommage supplémentaire au site, le département de l'agriculture, des pêches et de la conservation (en) a installé un panneau d'avertissement sur le site, indiquant que l' « utilisation ou la possession d'une arme à feu, d'un fusil à air, d'un instrument de propulsion ou de largage est interdite ». Cependant, de nombreuses balles BB (en) sont encore présentes sur le site.

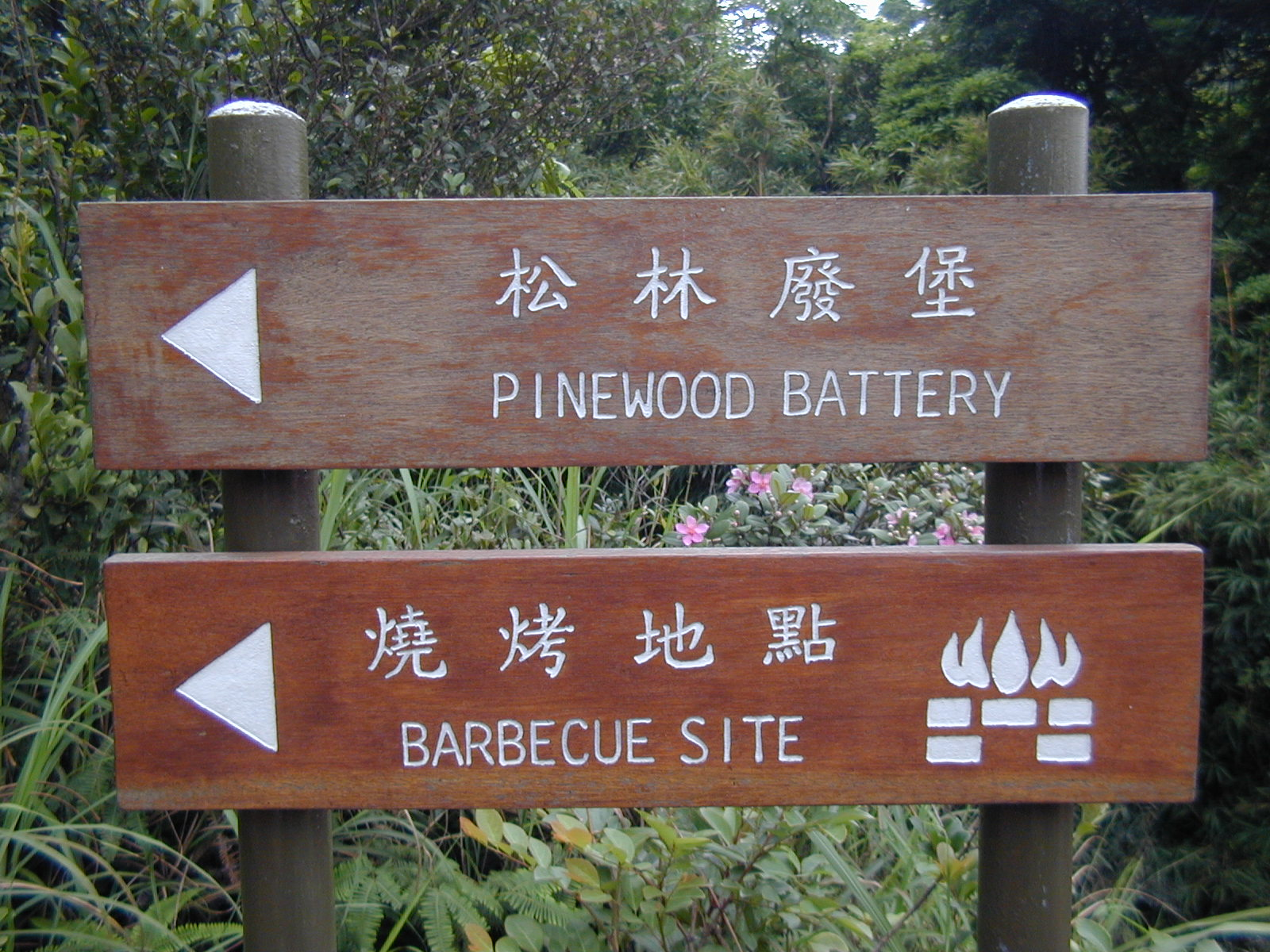
Panneau indiquant la direction de la batterie de Pinewood.
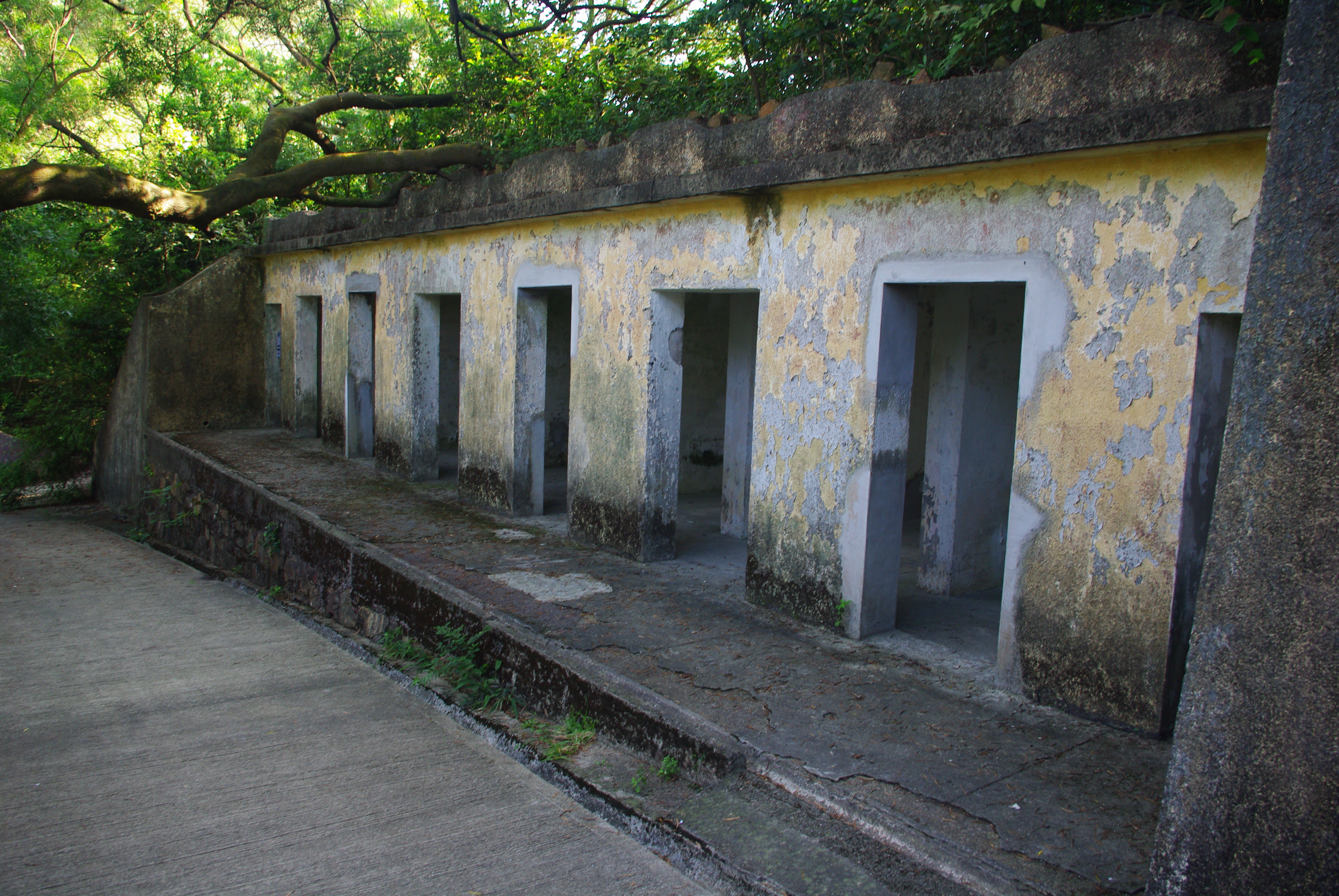
Bâtiments abandonnés.
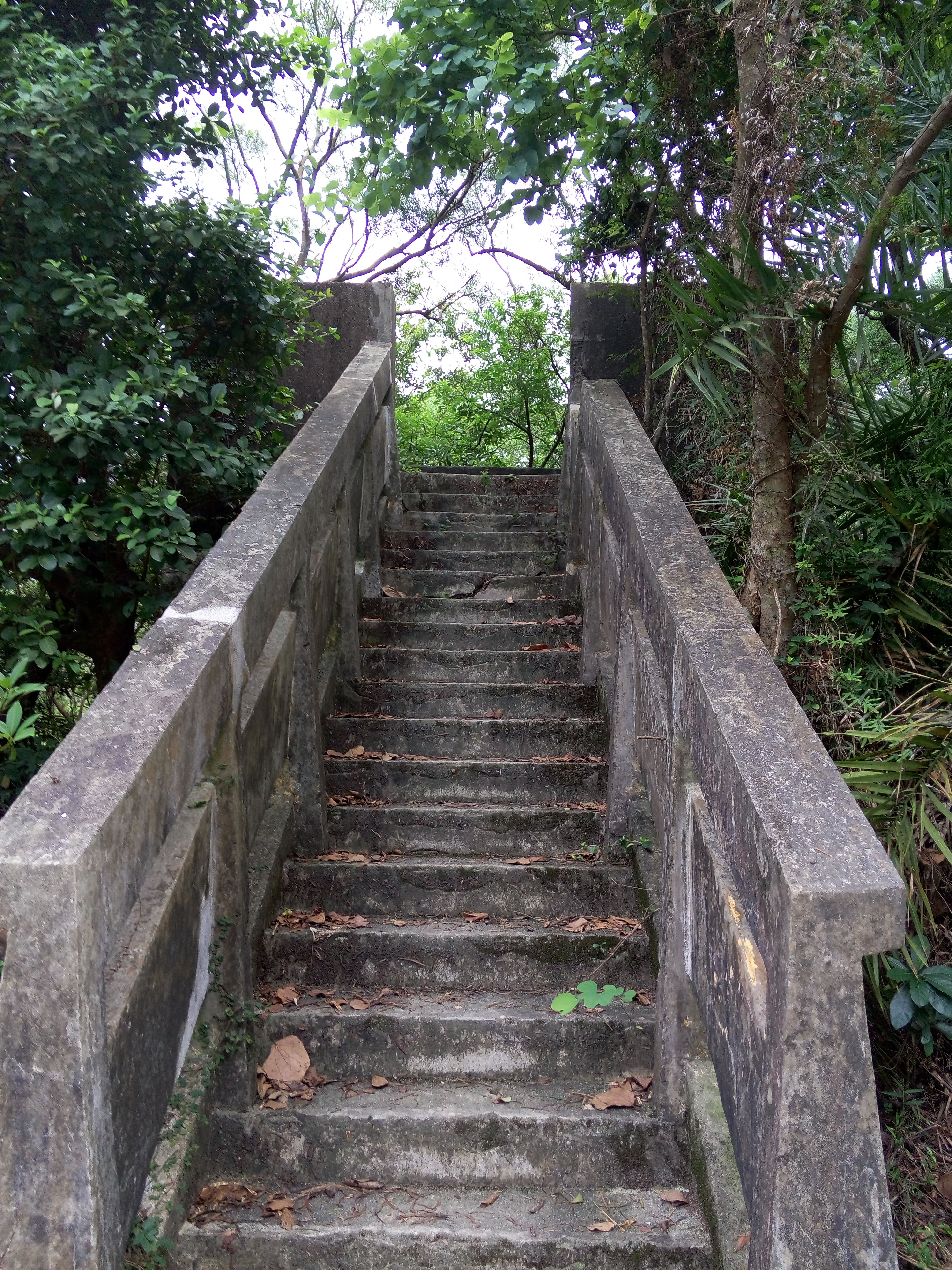
Vieil escalier.
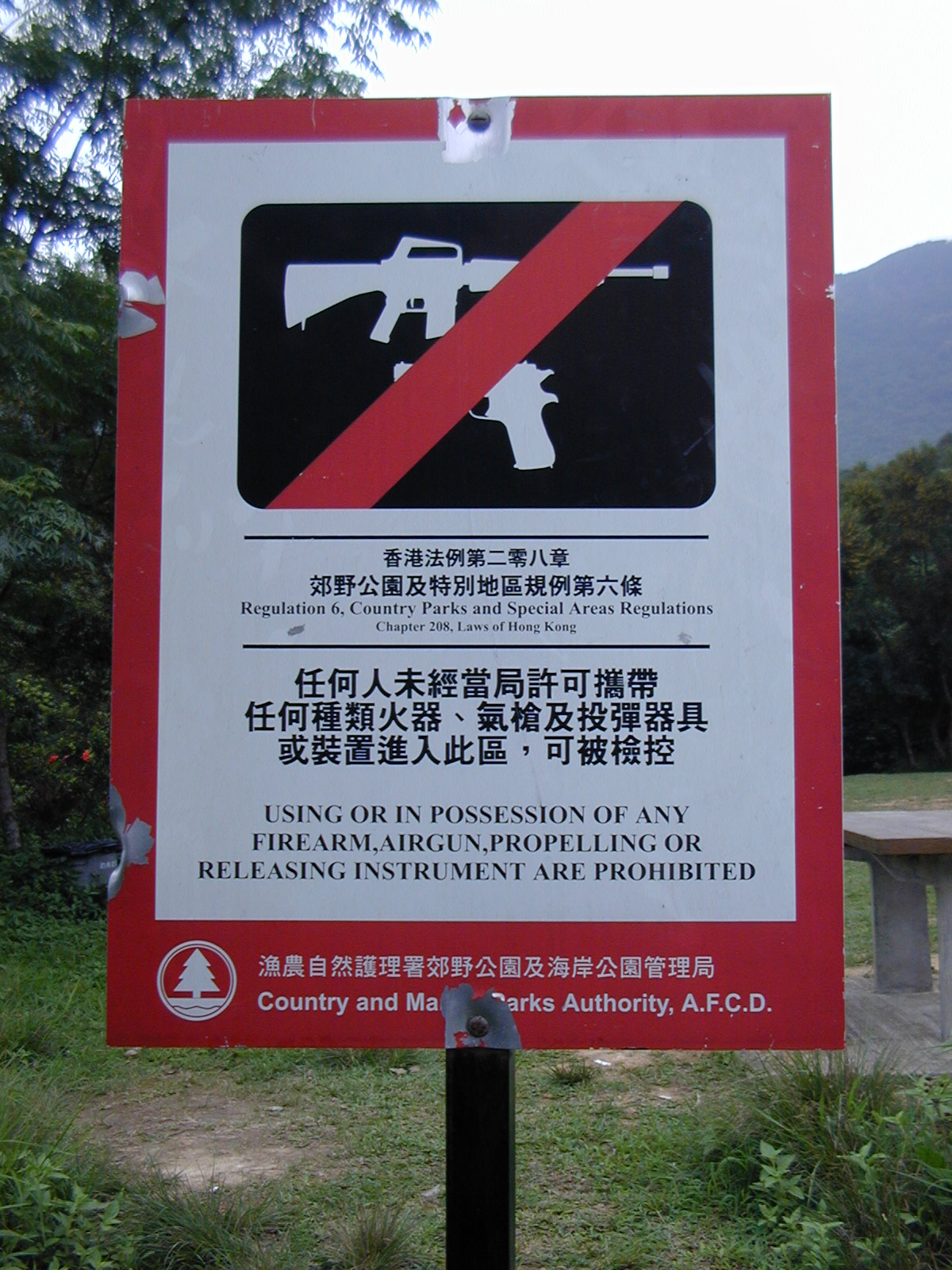
Panneau interdisant les jeux de guerre.